# Efficacité biologique relative
L'efficacité biologique relative (EBR) est une mesure qui sert à comparer l'effet biologique de deux rayonnements. 
L'efficacité biologique relative des particules alpha, des produits de fission, des noyaux lourds, est 20 fois supérieure à celle des rayons X, des rayons gamma, des particules bêta et des muons, ce qui veut dire qu'il faut postuler que pour une quantité donnée d'énergie absorbée sous la forme de particules alpha (par exemple), les dégâts sur le corps seront 20 fois supérieurs à ceux causés par la même quantité d'énergie absorbée sous la forme de rayons gamma (par exemple), ce qui s'explique par la masse importante des particules alpha (noyaux d'hélium). Les neutrons ont également un haut coefficient d'efficacité biologique relative. 

## Méthode
Pour caractériser l' efficacité biologique relative, on prend une référence : le rayonnement X (photon X) pour un transfert linéaire d'énergie (TLE) de 3 KeV/μm.

## Formule mathématique
{\displaystyle EBR=Dref/Dr}
Dref : dose de référence
Dr : dose du rayonnement comparé nécessaire pour produire la même quantité de dommages biologiques que la dose de référence

## Particules alpha
Les premières études sur les effets biologiques de l'irradiation ont toutes utilisé des sources externes, ce pourquoi il semblerait que l'impact sur la santé des émetteurs alpha a été significativement sous-estimé. Des mesures de l'efficacité biologique relative sur la base de sources externes négligent aussi l'ionisation causée par le contrecoup du noyau parent en raison de sa désintégration alpha. Bien que le noyau ne porte qu'environ 2% de l'énergie de la particule alpha, sa portée est extrêmement faible (2-3 angströms) en raison de sa charge électrique élevée et de sa grande masse. En conséquence, toute l'énergie d'ionisation est transférée dans un volume extrêmement faible à proximité de sa localisation originelle. La plupart des études ont conclu sur une efficacité biologique relative entre 10 et 20. Nagasawa et Little (1992) ont cependant donné un exemple d'EBR beaucoup plus élevé pour les particules alpha (environ 6500) sur des ovocytes de hamster en phase de division cellulaire G1.  
Les particules alpha ne causent des dommages étendus et significatifs que si elles sont émises lors d'une désintégration radioactive à l'intérieur même de l'organisme. On peut prendre par exemple le cas des poussières d'uranium diffusées par les explosions de munitions à uranium appauvri, qui sont facilement inhalées ou ingérées. 

## Tritium
Voir Radiotoxicité du tritium (lien interne WP).